# Råda kyrka, Härryda kommun
Råda kyrka är en kyrkobyggnad i Mölnlycke i Härryda kommun. Den tillhör Råda församling i Göteborgs stift. 

## Historia
Före dagens kyrka fanns enligt traditionen en medeltida stavkyrka på platsen. Inga uppgifter om den är kända, utom att den ska ha byggts om 1684–1685. Inga inventarier har bevarats.

## Kyrkobyggnaden
Byggnaden är en liten rödmålad träkyrka med torn över långhusets västra del som uppfördes 1712. 

## Takmålning
På det tunnvalvade trätaket har kyrkomålaren Christian von Schönfeldt 1734 utfört sina sista ännu bevarade målningar. Takvalvsmålningen är utförd i grisailleteknik. De har inte varit övermålade, men en stor del av målningen på den västra långhusväggen försvann då man tog upp en öppning för en ny orgel 1918. Motivet i koret, treenigheten, är mycket likt det i Svarteborgs kyrka. Centralmedaljongen i långhuset är mest lik den i Bro kyrka. Målningen över långhuset föreställer yttersta domen omgiven av bibliska motiv. Trätaket är bevarat och renoverat.
Efter att konstnären i Naverstads kyrka hade använt ljusare rokokoinspirerade färger, har han i Råda återvänt till de mustiga och tunga barockfärgerna och taket är indelat i ramar på barockmanér. Eftersom kyrkan är liten har det bara funnits plats till fyra detaljmotiv runt mittbilden. De är: den gode herden (samma som i Svarteborgs kyrka) och därutöver tre för konstnären nya motiv: konungen som gör räkenskap, liknelsen om bröllopskläderna och en illustration till Filipperbrevet, kapitel 3, vers 14. Kring kristushuvudet finns koncentriska cirklar med små änglahuvuden. Följande personer är avbildade: den delfiska sibyllan, profeten Joel, den persiska sibyllan, profeten Daniel samt en icke identifierbar gestalt.

## Inventarier
- Predikstolen är troligen från början av 1600-talet och kommer från Fässbergs gamla, numera rivna kyrka.
- Altaruppsatsen av Peter Weber tillverkades 1739 och var en gåva av baronessan Lunnetha Beata Hamilton på Råda säteri.
- Weber är även upphovsman till nummertavlorna och basunängeln som båda tillkom 1743.
- Bänkinredningen är från 1700-talet.

## Bilder

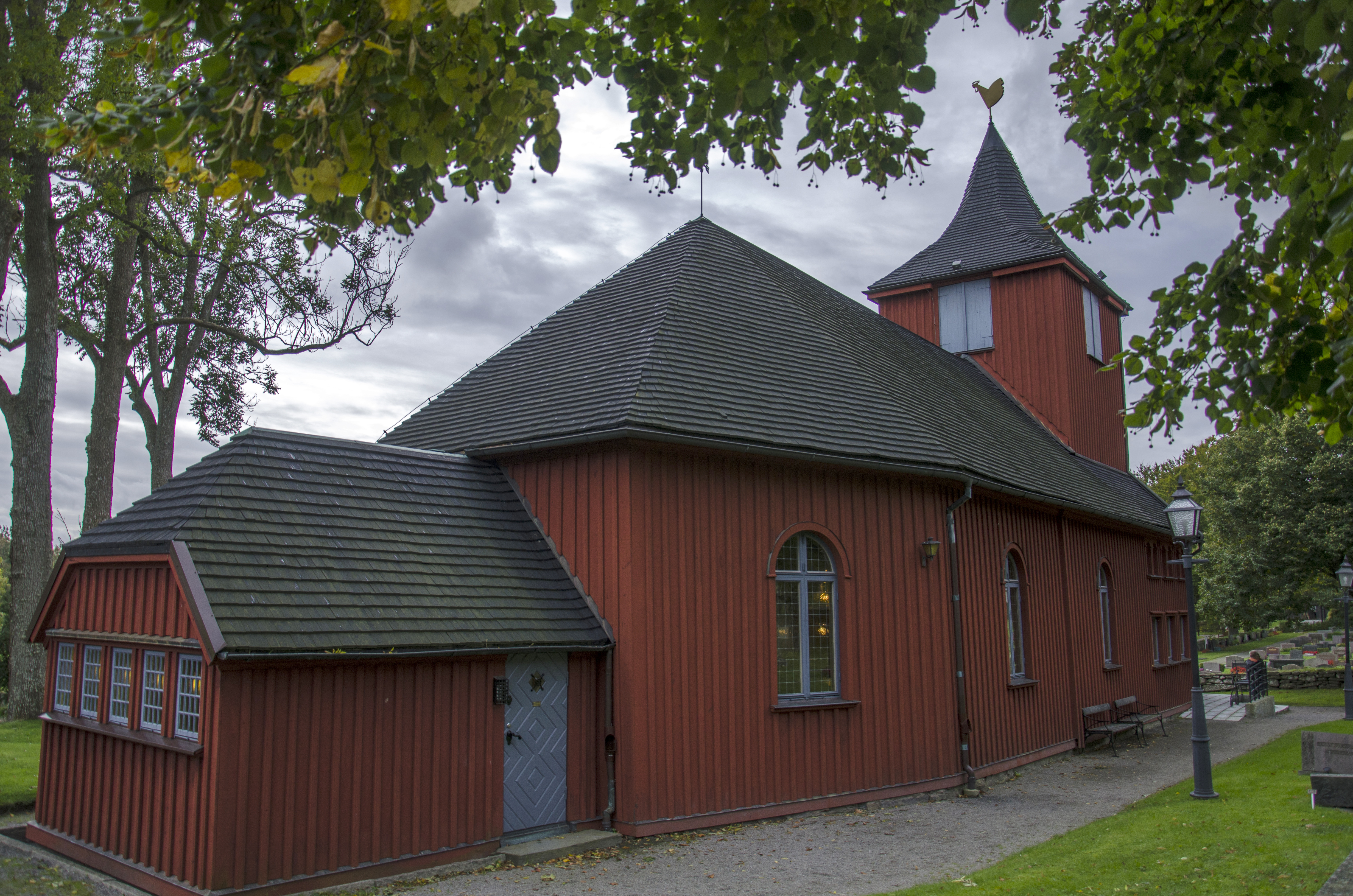
Exteriör.
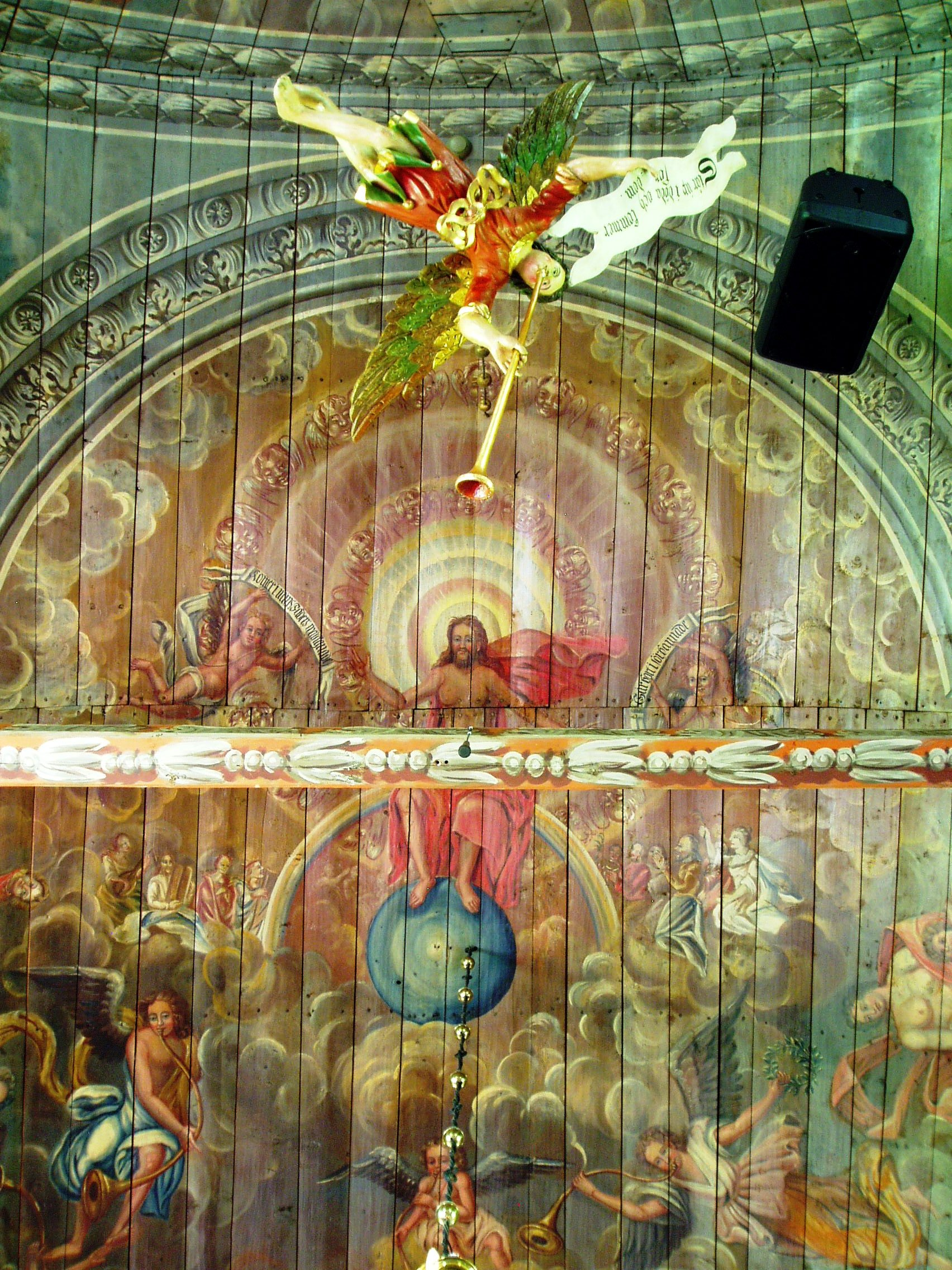
Takvalvsmålningen från 1734 av Christian von Schönfeldt. Motiv i koret: treenigheten och över långhuset: yttersta domen omgiven av bibliska motiv. Ängeln med trumpeten är en frihängande figur.